# Полярный Урал
Поля́рный Ура́л — горная область на севере Евразии, на территории России, самая северная часть Уральских гор. Северной границей региона считается гора Константинов камень, а от Приполярного Урала район отделяет река Хулга. Площадь около 25000 км².

## Рельеф

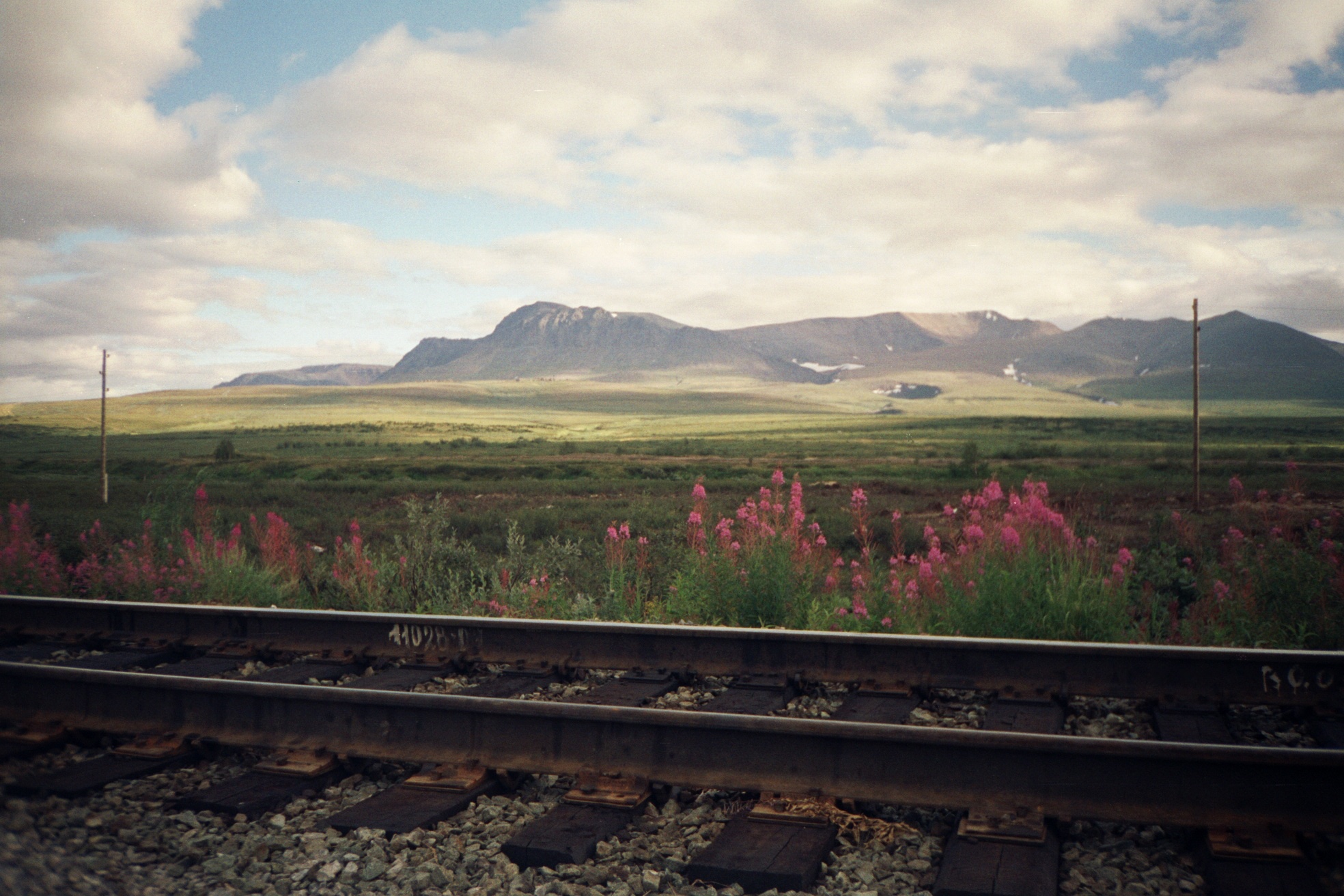
Остановочный пункт 110 км Северной ЖД и долина реки Соби

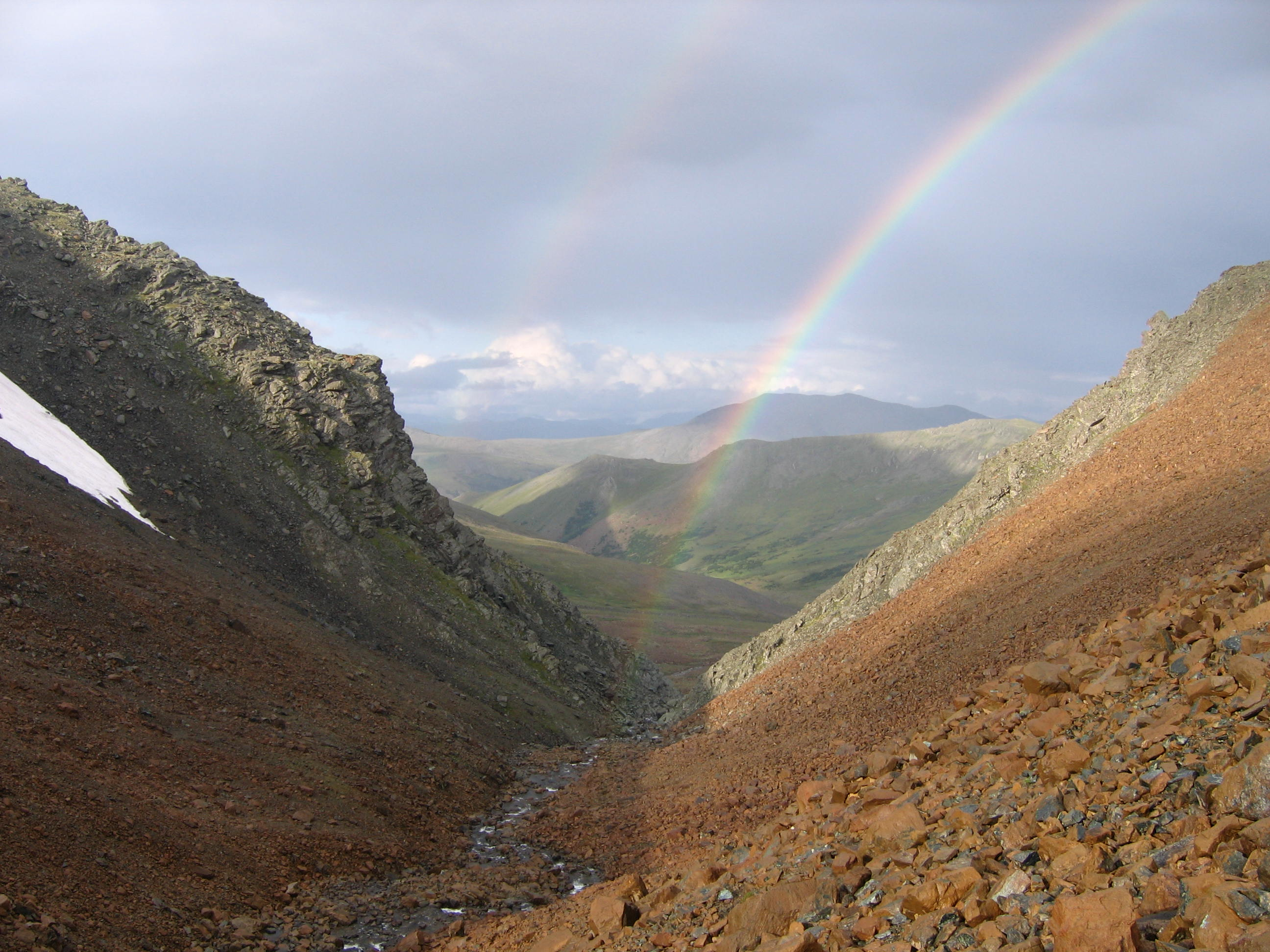
Двойная радуга на Полярном Урале

Как и все Уральские горы, Полярный Урал, в основном, сформировался в эпоху Герцинской складчатости 250—300 млн лет назад. С тех пор область покоится на прочном фундаменте Евразийской плиты и не испытывала значительных поднятий. Длительная эрозия, в том числе, деятельность ледников определила характер рельефа гор с глубокими, широкими долинами и типично ледниковыми структурами: карами, трогами и т. п. Часть котловин, многие из которых заполнены озёрами, имеют термокарстовое происхождение и связаны с мелким залеганием вечной мерзлоты.
Долина реки Соби делит Полярный Урал на две части, различные по своему геологическому строению. Севернее ширина горного района достигает 125 км, вместе с тем, он более интенсивно рассечён поперечными долинами с высотами перевалов 200—250 метров над уровнем моря. Западный склон более крутой, чем восточный, и более резко спускается к предгорным понижениям. Южнее хребет резко сужается (до 25—30 км), высоты перевалов достигают 500 м, а отдельных вершин почти 1500 м (Пайер 1499 м, Лемва-Из 1473 м).

## Климат
Отличается очень суровым, резко континентальным климатом. Расположенный на границе действия сибирского антициклона и европейской циклонической деятельности, регион славится своими холодными и вместе с тем исключительно снежными зимами и сильным ветром. Поскольку влажные циклоны обычно надвигаются на горы с запада, на западных склонах обычно выпадает в 2—3 раза больше осадков, чем на восточных. Зимой температура воздуха может опускаться до −55 °C. В ясную, морозную погоду иногда наблюдается температурная инверсия, когда температура воздуха на равнине оказывается на 5—10 градусов ниже, чем в горах. Весна и осень — короткие, лето также короткое, с неустойчивой погодой. Снег в горах, в основном, сходит к концу июня, а уже в начале сентября выпадает вновь. Несколько дней жаркой погоды (до +30 °C) могут внезапно смениться резким похолоданием, сопровождаемым сильным ветром, обильными дождями и градом.

## Реки и озёра

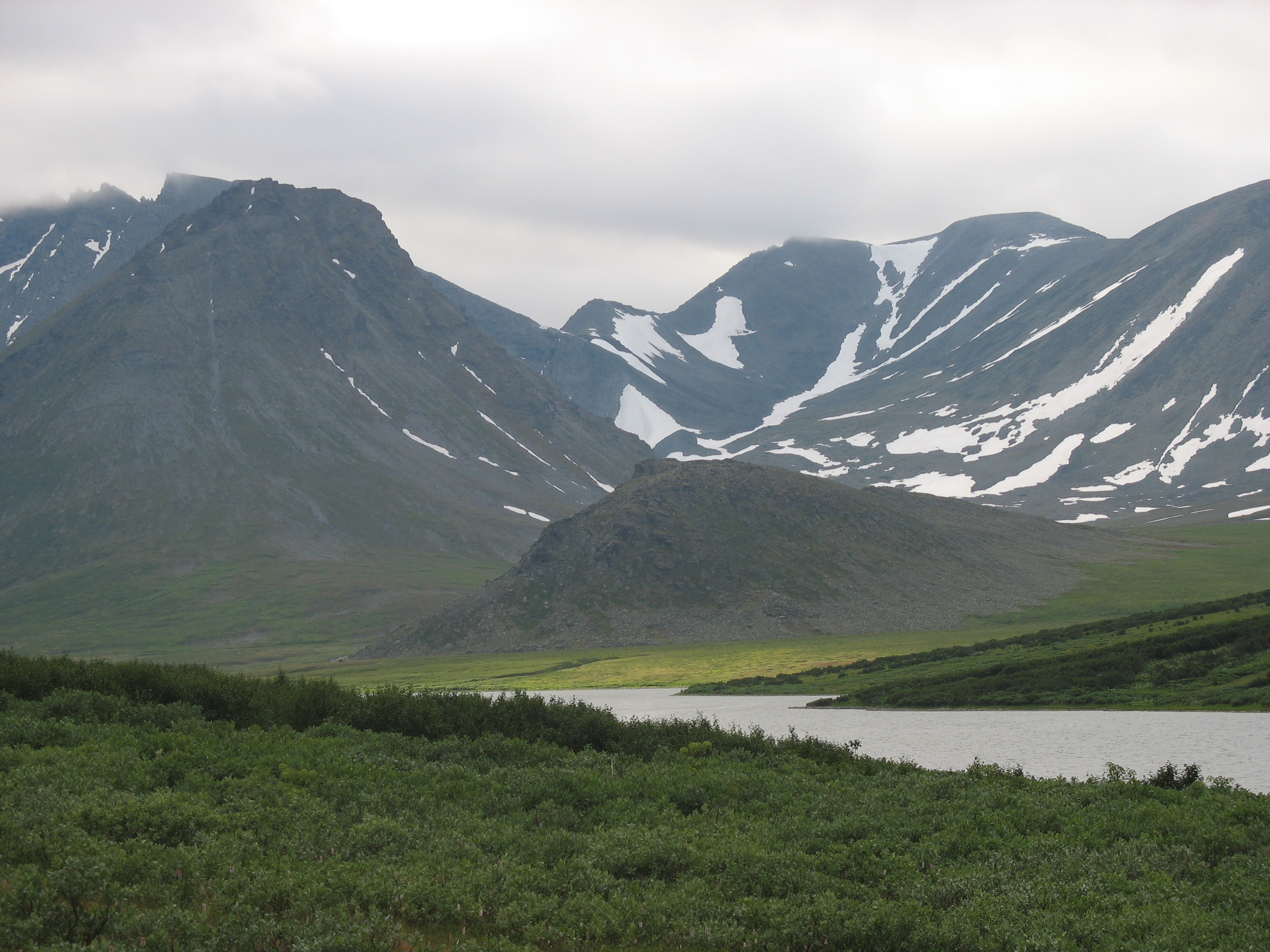
Озеро Большое Хадата-Юган-Лор

По Полярному Уралу проходит линия водораздела между бассейнами рек Печоры (Уса) и Оби. Из-за большего количества осадков западные склоны более густо изрезаны речными долинами. Наиболее крупные реки (с севера на юг): Кара, Уса, Елец. Реки восточного склона: Щучья, Лонготьеган, Сыня.
Расположено много озёр, большинство из которых сосредоточены в каровых долинах или имеют термокарствое происхождение. Как правило, такие озёра имеют небольшую площадь и, из-за неглубокого залегания вечной мерзлоты, небольшую глубину. Наиболее крупные озёра в северной части района: Большое и Малое Хадата-Юган-Лор, а также Большое и Малое Щучье. Большое Щучье, расположенное в тектонической впадине, имеет беспрецедентную для региона глубину 136 метров.

## Горные вершины
Наиболее высокие горные вершины (с севера на юг):
- Константинов камень 483 м,
- Нгэтенапэ 1338 м,
- Харнаурды-Кеу 1246 м,
- Ханмей 1333 м,
- Пайер 1499 м.

## Туризм
Благодаря суровому климату, Полярный Урал, в особенности, его южная часть, достаточно популярен среди любителей пешеходного, лыжного и водного спортивного туризма. Популярность района связана, в том числе, с его достаточно хорошей транспортной доступностью: максимальное удаление туристических маршрутов от станций и остановочных пунктов Северной ЖД (Собь, Харп, 110 км (пос. Полярный), Полярный Урал, Хорота, Елецкая, Сивая Маска, Абезь, Шор) не превышает 60 км. Популярностью у туристов-водников пользуются реки Сыня, Танью, Войкар, Щучья, Кара, Собь, по которым можно проложить маршруты 1-4 категорий сложности. На территории расположено несколько действующих горнолыжных комплексов, в том числе, в посёлке Полярном, на горе Чёрной (в 25 км западнее Харпа) и на станции Собь.
Среди пеших туристов и лыжников популярны маршруты по северной части Полярного Урала с посещением озёр Хадата-Юган-Лор, Щучьих озёр, плато Иган, так и по южной части. К основным туристическим районам южной части относятся:
- массив Райиз,
- Собский массив,
- массив г. Блюхера,
- массив Пайер,
- Сомнемпайский массив,
- Хойлинско-Лахортинский массив,
- Хордъюсский массив,
- Каровый массив.

Из-за суровой зимы и малой продолжительности дня лыжные походы возможны, в основном, в апреле—первой декаде мая, когда устанавливаются положительные дневные температуры, и выход на лёд рек и озёр становится небезопасен. Оптимальное время для пеших походов с начала июля до середины августа, когда возможны продолжительные периоды устойчивой тёплой погоды.

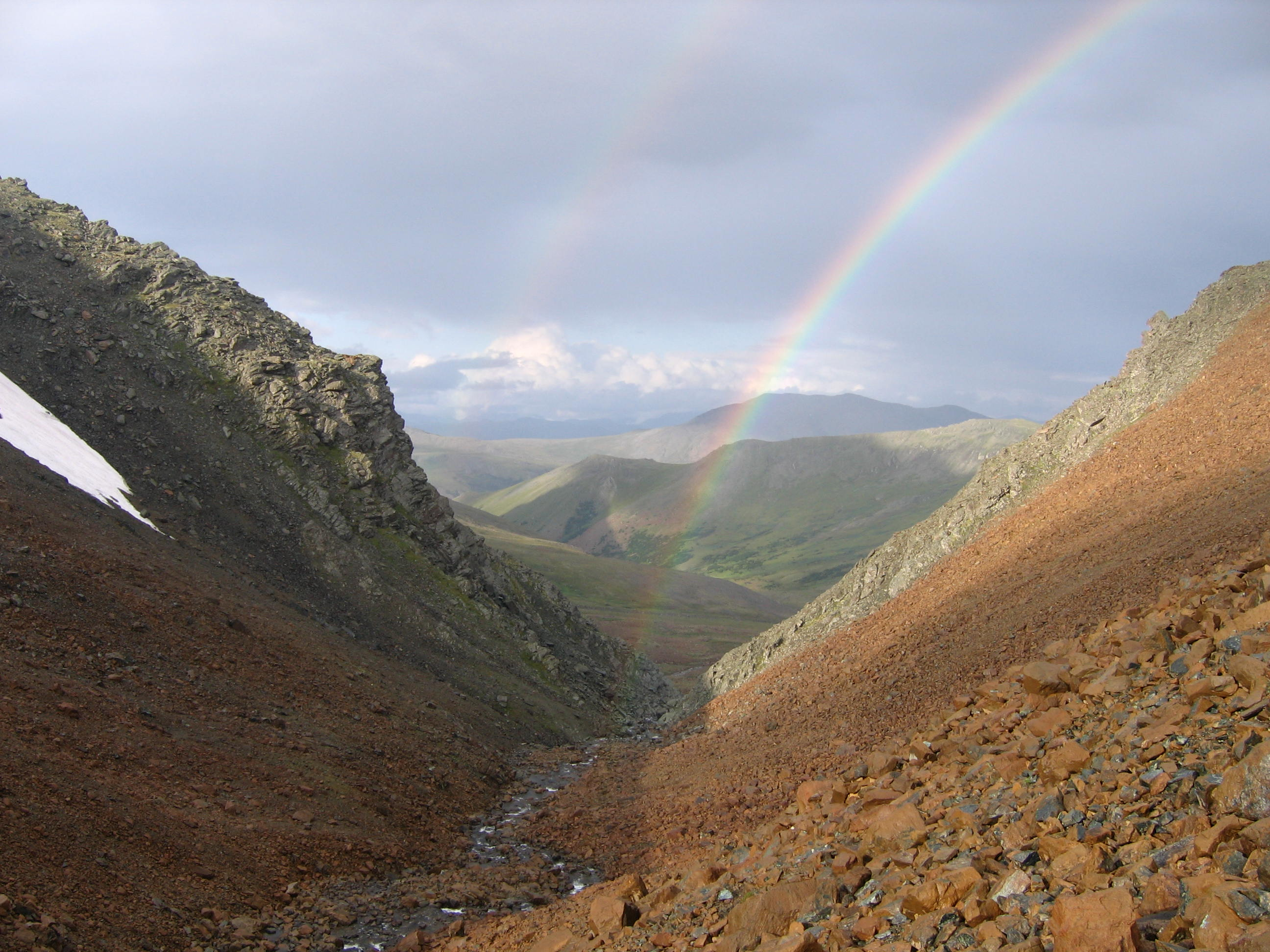
Двойная радуга
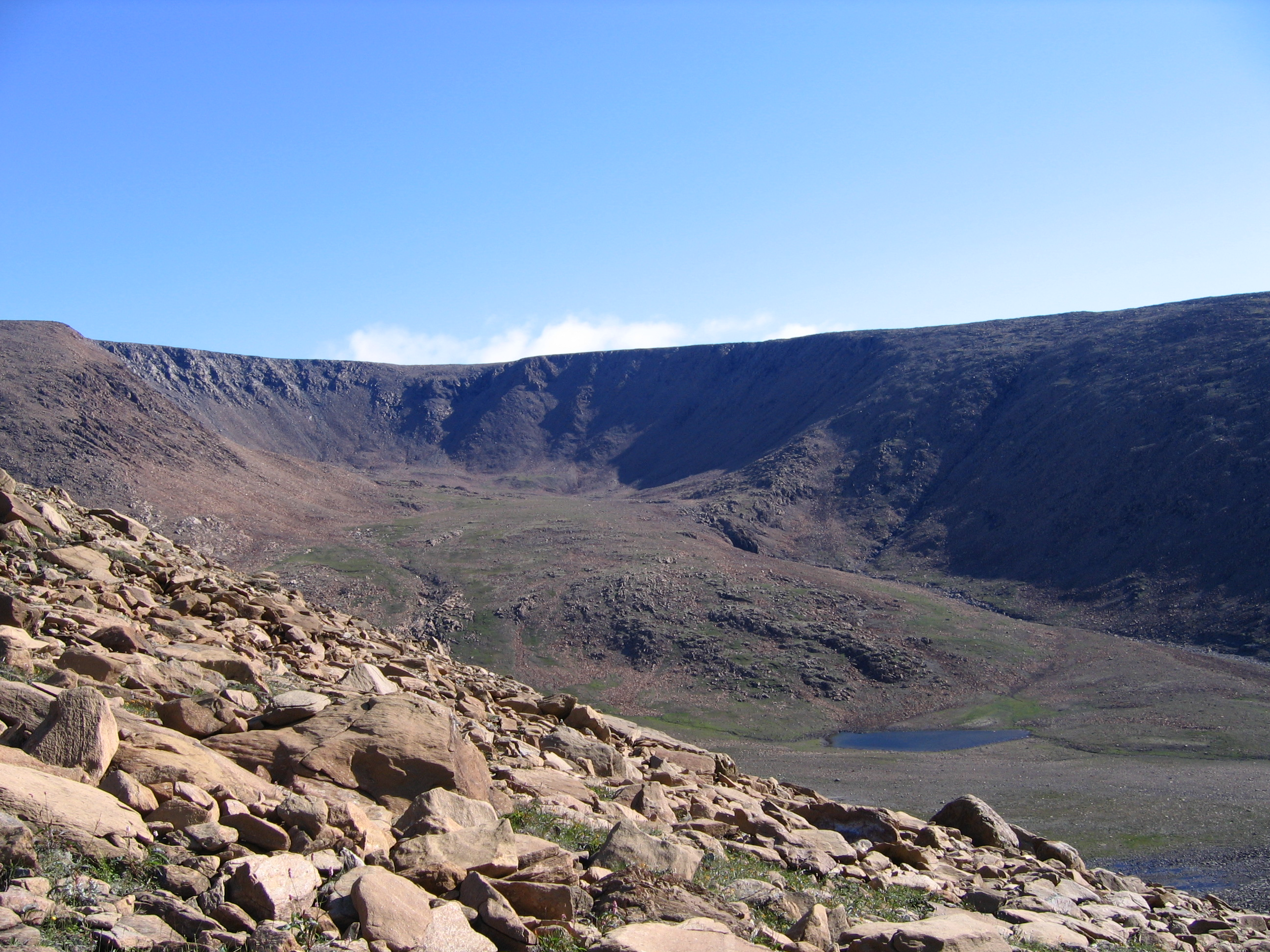
Горный цирк
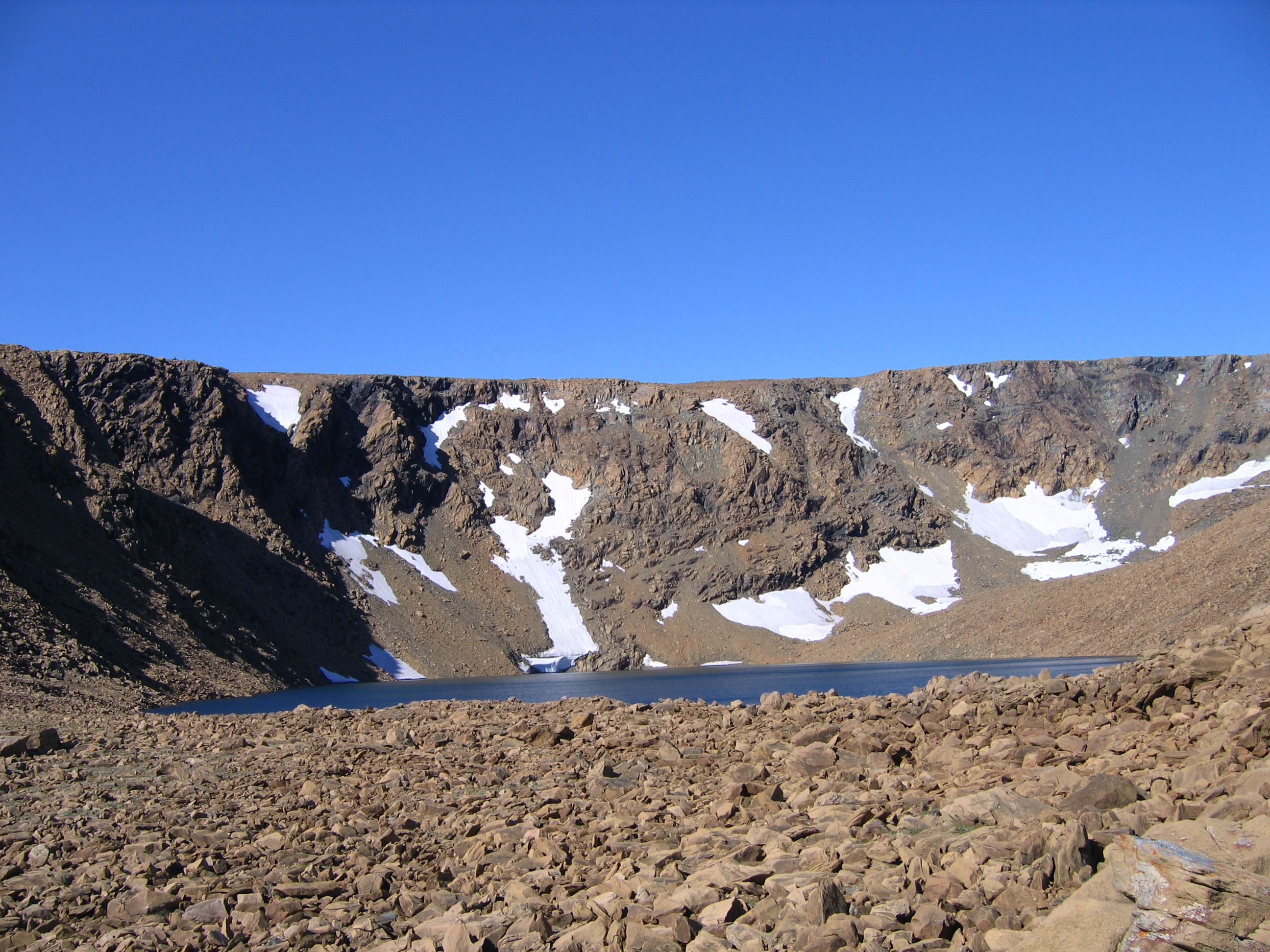
Горное озеро
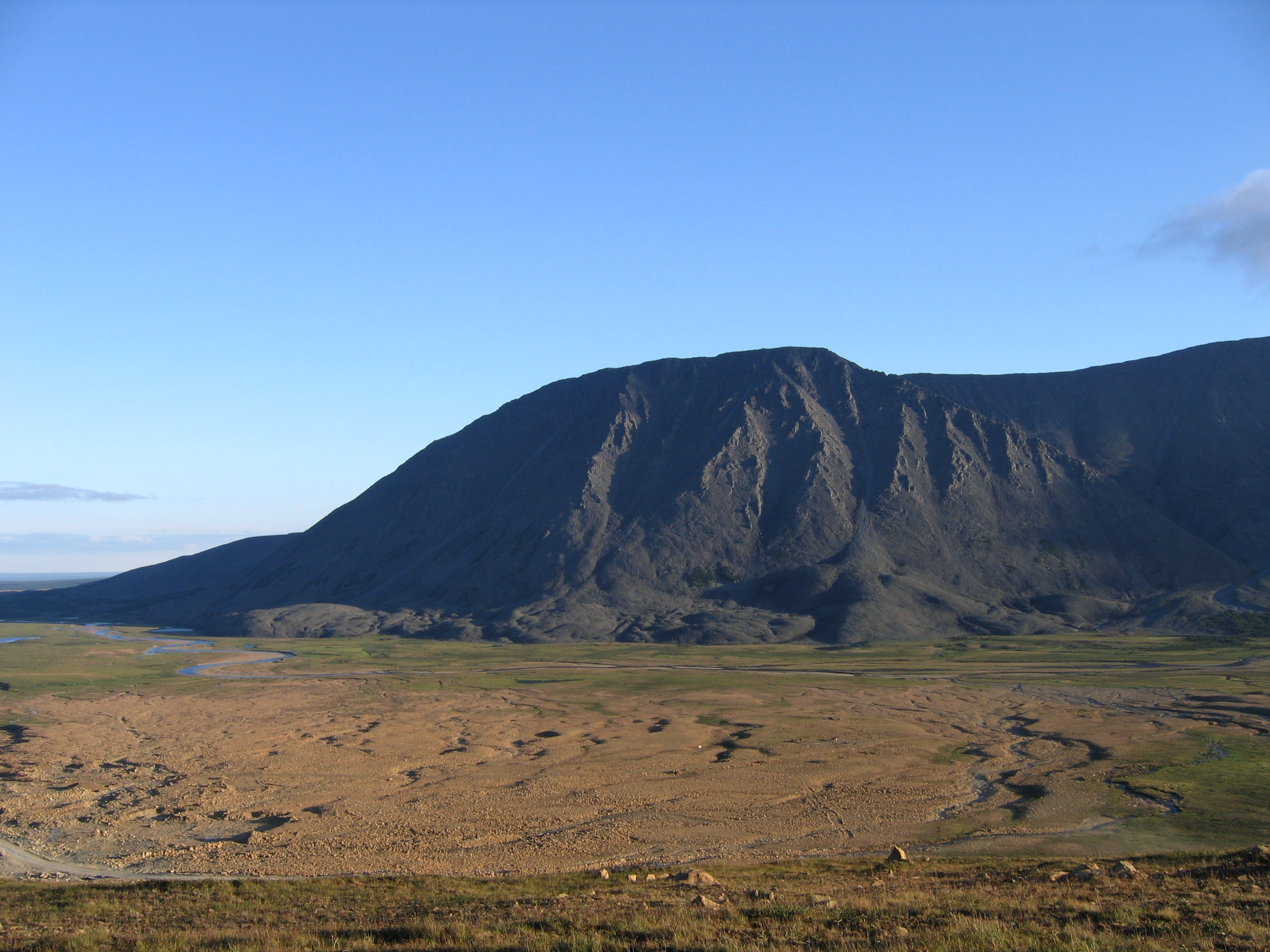
Чёрная гора
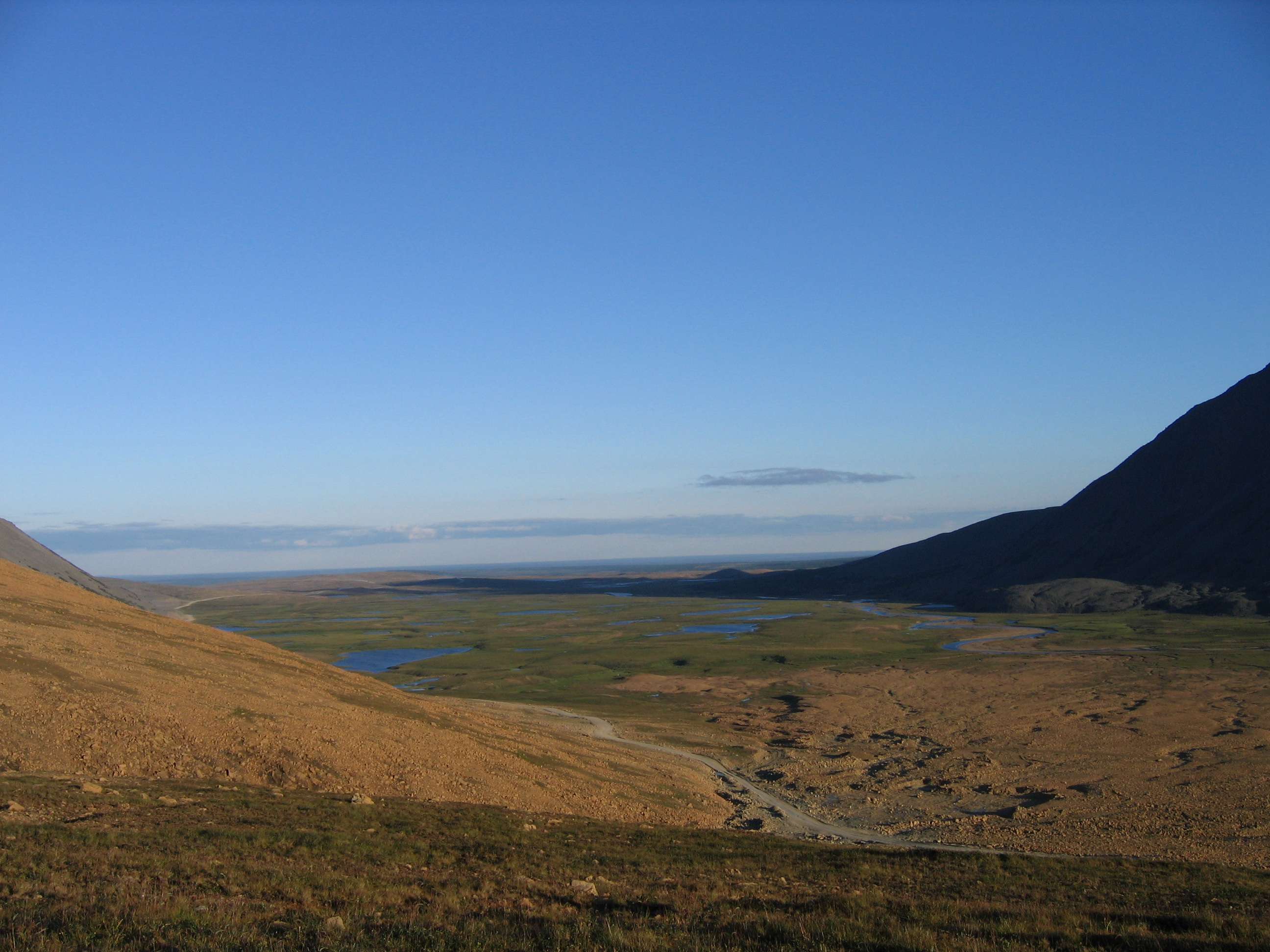
Озёра
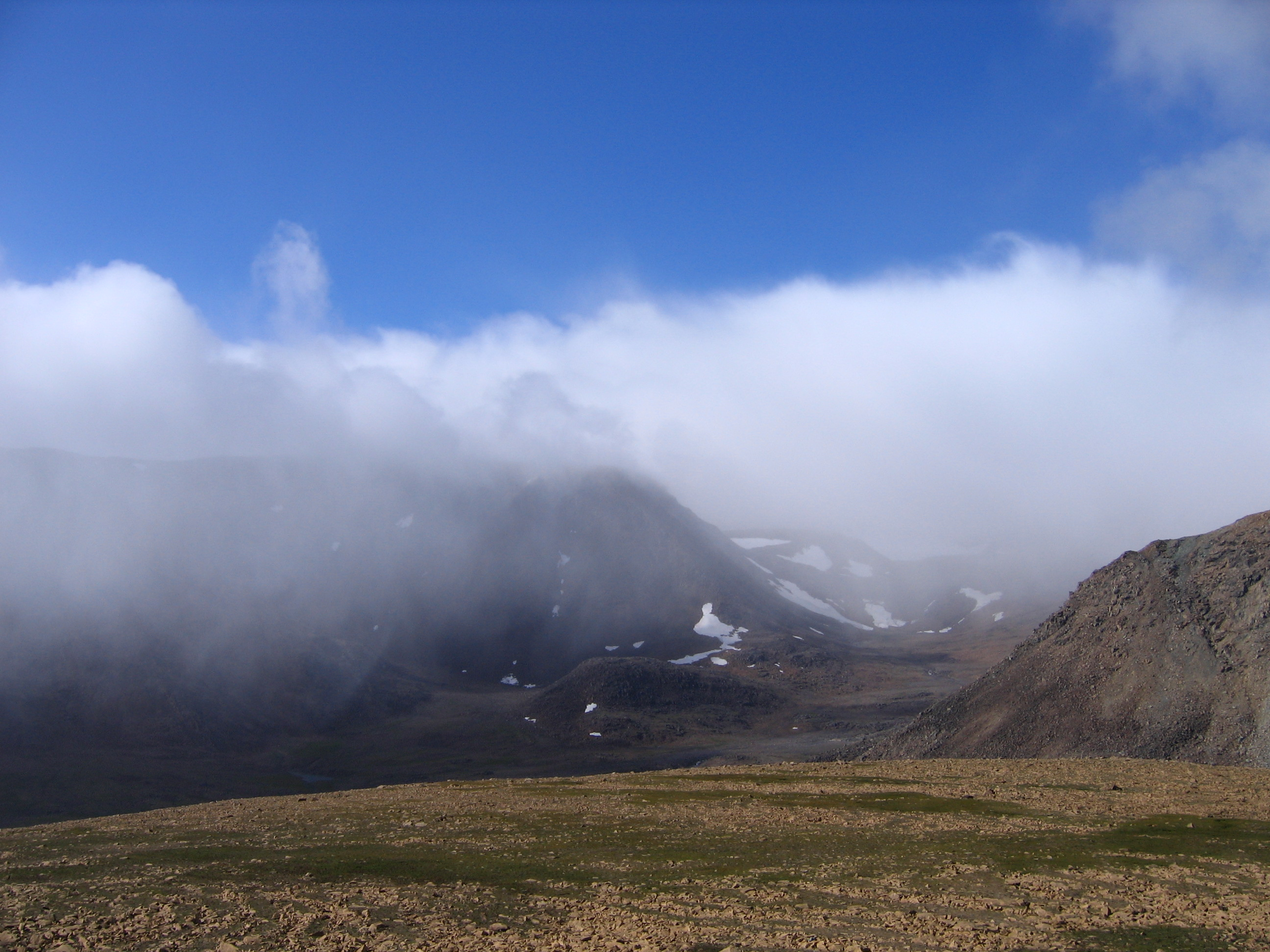
Облака
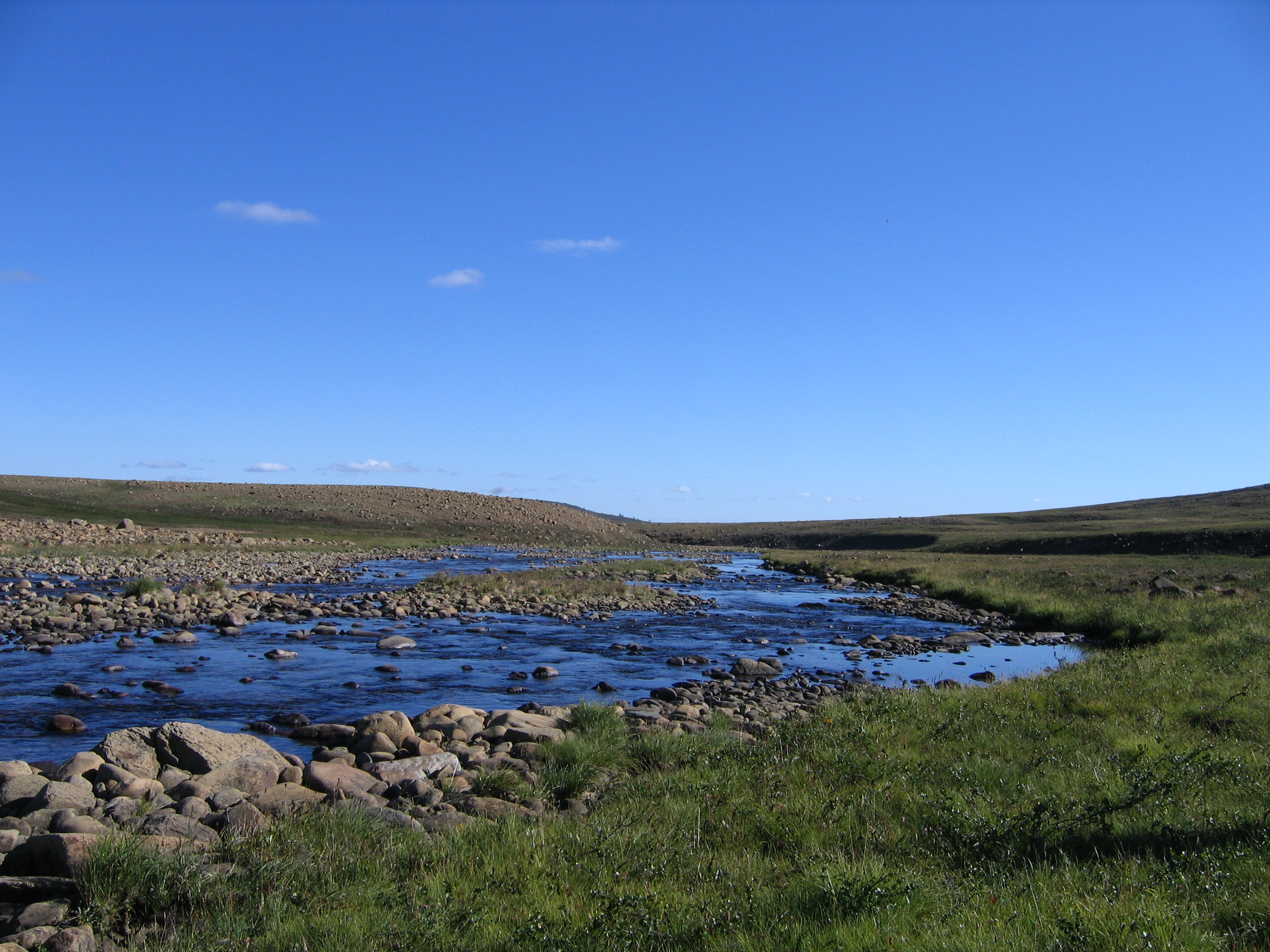
Река
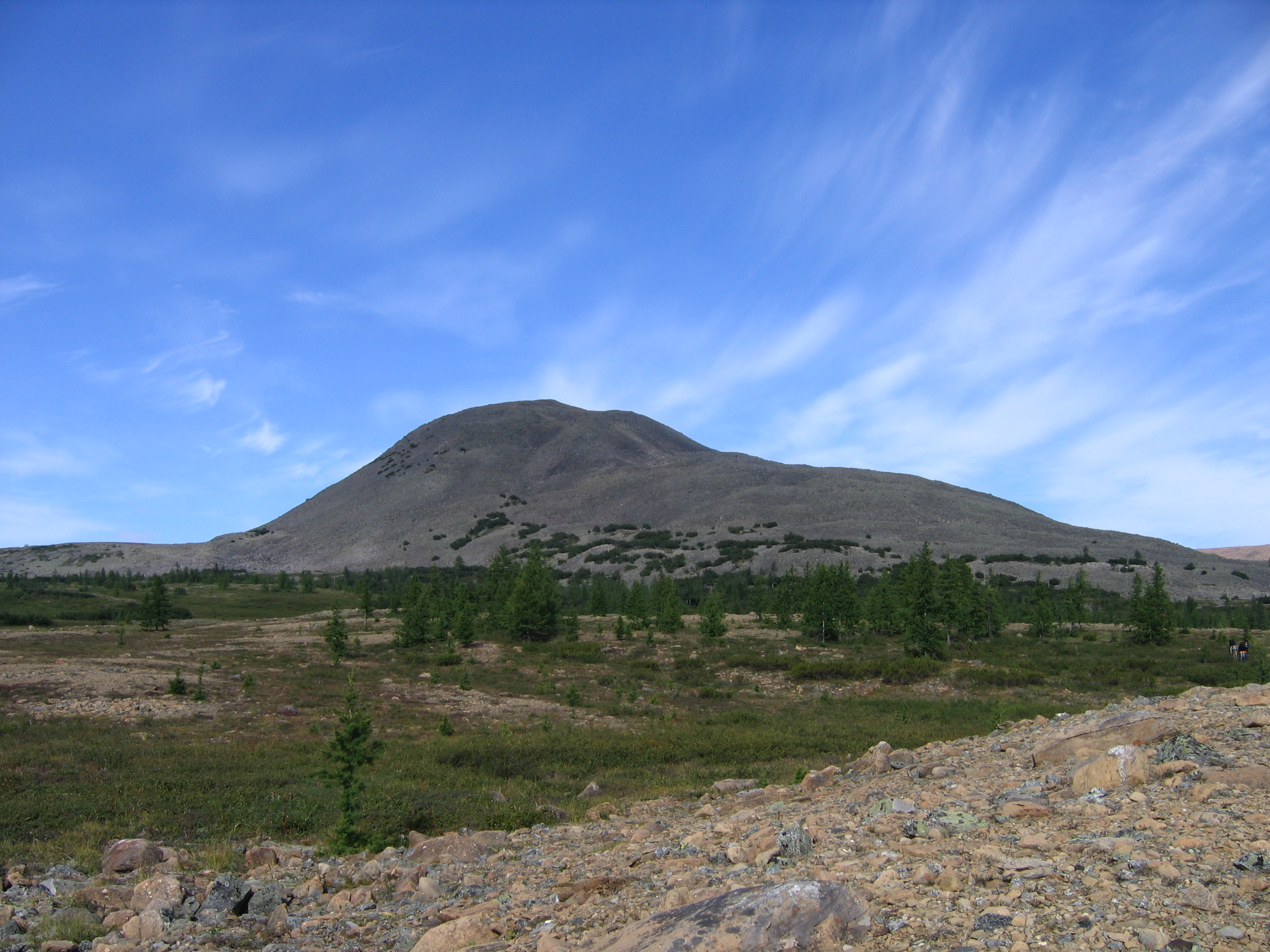
Чёрная гора (вид с грунтовой дороги)

## Населённые пункты
В горных районах постоянного населения нет. В летний сезон можно встретить стоянки оленеводов (ненцы, коми (зыряне), ханты), перемещающихся по тундре вслед за оленьими стадами, балки́, в том числе брошенные, и временные стоянки егерей, метеорологов, гляциологов, геологов и др.
Населённые пункты в пределах или относительной близости от Полярного Урала:
- Елецкий,
- Полярный,
- Харп,
- Обская,
- Лабытнанги,
- Лаборовая.